# Ca l'Aranyó
Ca l'Aranyó és una antiga fàbrica situada a la cantonada dels carrers de Tànger i Llacuna, al barri del Poblenou de Barcelona i està catalogada com a bé cultural d'interès local.

## Història
Propietat de Claudi Aranyó i Aranyó i Albert Escubós, es dedicà a la fabricació de filats i teixits, amb el sistema anglès Bradford i tenia una caldera de vapor Alexander. L'edifici va ser obra del mestre d'obres Josep Marimon i Cot, segons un projecte de l'empresa britànica Prince Smith and Son, de Keighley (Anglaterra), que va proporcionar plànols, estil arquitectònic, maquinària, estructura i tècnics, i fou construït entre el 1873 i el 1874.
La fàbrica va ser objecte de reformes per l'arquitecte Joaquim Vilaseca quatre vegades (1933, 1943, 1947 i 1950), fins que al 1984 l'empresa Aranyó i Cia SA va decidir tancar-la. Després d'un intent frustrat de convertir-la en museu de la moto, el 2004 va ser acordat el seu destí com a departament audiovisual de la Universitat Pompeu Fabra i ha estat restaurada com a part del centre direccional 22@.

## Descripció
El conjunt, tot envoltat d'una tanca feta de maó vist, està format per l'edifici principal (aïllat i pròxim a la cantonada Llacuna-Tànger), una nau adossada a la tanca del carrer de Tànger i diferents elements situats a l'interior d'entre els quals destaca la xemeneia troncocònica.
L'edifici principal, de planta baixa, dos pisos i golfes, i té la coberta de teula resolta amb mansardes. Segueix el model de fàbrica de pisos o manxesterià, on hi ha diferents elements típics de l'arquitectura industrial europea: l'obra de maó, finestres en mansarda, caps dels tirants de forja, repetició homogènia dels elements. Hi destaquen les solucions estructurals i constructives per aconseguir plantes diàfanes i en què apareixen els elements prefabricats de fosa, que s'adapten a l'estructura portant formada per encavallades i corretges d'acer laminat fabricades per la Fundició Girona del Poblenou. Segons Martí Checa i Xavier Basiana, «el resultat és un edifici en alçada que sintonitza dos estils: un d'anglès, utilitzat en la imatge externa i en els elements estructurals, i un de català en la tècnica constructiva».